# Coelotes osellai
Coelotes osellai là một loài nhện trong họ Amaurobiidae.
Loài này thuộc chi Coelotes. Coelotes osellai được miêu tả năm 1973 bởi de Blauwe.